# 大眼麗魚屬
大眼麗魚屬，是條鰭魚綱䲁形目麗魚科下的一個屬。

## 分類
本屬屬於圖麗魚亞科，目前有2個被認可的種：
- 大眼麗魚 Acaronia nassa (Heckel, 1840)
- 鷹大眼麗魚 Acaronia vultuosa Kullander, 1989